# 渋沼
渋沼（しぶぬま）は、茨城県取手市の地名。郵便番号300-1534。

## 地理
取手市東南部に位置する。北は宮和田、東は桜が丘、南は小文間、南は中田に隣接する。

## 世帯数と人口
2017年（平成29年）7月1日現在の世帯数と人口は以下の通りである。
| 大字 | 世帯数 | 人口  |
| ---- | ------ | ----- |
| 渋沼 | 40世帯 | 118人 |

## 施設
- 取手桜が丘ゴルフクラブ